# Len Sutton
Lenard Dale Sutton, detto Len (Aims, 9 agosto 1925 – Portland, 4 dicembre 2006), è stato un pilota automobilistico statunitense.
Corse sette volte la 500 Miglia di Indianapolis tra il 1958 ed il 1965. Il miglior risultato fu il secondo posto nell'edizione 1962.
Tra il 1950 e il 1960 la 500 Miglia di Indianapolis faceva parte del Campionato Mondiale, per questo motivo Sutton ha all'attivo anche tre Gran Premi in Formula 1.

## Risultati in Formula 1
| 1956 | Scuderia     | Vettura  |  |  |    |  |  |  |  |  |  |  |  | Punti | Pos. |
| ---- | ------------ | -------- |  |  | -- |  |  |  |  |  |  |  |  | ----- | ---- |
| 1956 | Wolcott Fuel | Lesovsky |  |  | NQ |  |  |  |  |  |  |  |  | 0     |      |

| 1958 | Scuderia    | Vettura      |  |  |  |     |  |  |  |  |  |  |  | Punti | Pos. |
| ---- | ----------- | ------------ |  |  |  | --- |  |  |  |  |  |  |  | ----- | ---- |
| 1958 | Jim Robbins | Kurtis Kraft |  |  |  | Rit |  |  |  |  |  |  |  | 0     |      |

| 1959 | Scuderia         | Vettura  |  |     |  |  |  |  |  |  |  |  |  | Punti | Pos. |
| ---- | ---------------- | -------- |  | --- |  |  |  |  |  |  |  |  |  | ----- | ---- |
| 1959 | Wolcott Memorial | Lesovsky |  | Rit |  |  |  |  |  |  |  |  |  | 0     |      |

| 1960 | Scuderia   | Vettura |  |  |     |  |  |  |  |  |  |  |  | Punti | Pos. |
| ---- | ---------- | ------- |  |  | --- |  |  |  |  |  |  |  |  | ----- | ---- |
| 1960 | S-R Racing | Watson  |  |  | Rit |  |  |  |  |  |  |  |  | 0     |      |

| Legenda | 1º posto     | 2º posto | 3º posto    | A punti         | Senza punti/Non class.  | Grassetto – Pole position Corsivo – Giro più veloce |
| Legenda | Squalificato | Ritirato | Non partito | Non qualificato | Solo prove/Terzo pilota | Grassetto – Pole position Corsivo – Giro più veloce |